# Paul Schwarz (Orientalist)
Paul Schwarz (* 19. November 1867 in Neiße, Landkreis Neisse, Provinz Schlesien; † 28. Dezember 1938 in Torgau) war ein deutscher Orientalist, der an der Universität Leipzig lehrte.

## Lebenslauf
1893 erfolgte die Promotion zum Dr. phil. in Orientalischen Sprachen an der Universität Leipzig bei Albert Socin, 1896 dort die Habilitation für Orientalische Sprachen mit einer Arbeit: Iran im Mittelalter nach den arabischen Geographen. Von 1896 bis 1903 war Schwarz Privatdozent für Orientalische Sprachen an der Universität Leipzig, 1903 bis 1937 dort nichtplanmäßiger außerordentlicher Professor für orientalische Sprachen.
Schwarz unterzeichnete im November 1933 das Bekenntnis der Professoren an den deutschen Universitäten und Hochschulen zu Adolf Hitler.

## Publikationen (Auswahl)
- Die Abbasidenresidenz Samarra. Neue historisch-geographischen Untersuchungen (=Quellen und Forschungen zur Erd- und Kulturkunde Bd. 1), Leipzig 1909.
- Escorialstudien zur arabischen Literatur- und Sprachkunde, Bd. 1, Stuttgart 1922.
- Iran im Mittelalter nach den arabischen Geographen, 9 Bde., Leipzig 1896-1935. (Nachdruck Olms, Hildesheim 1969)
- Hrsg.: Umar Ibn Abi Rebi'a Der Diwan nach den Handschriften zu Cairo und Leiden. Mit einer Sammlung anderweit überlieferter Gedichte und Fragmente. 2 Bde. in 1 Band, Leipzig 1901-1909. Reprint: Hildesheim 2004 ISBN 978-3-487-12638-8